# 單身同學會：學緣
《單身同學會：學緣》，由MBC於2023年製作的綜藝節目，12月5日開播。由李碩薰、柳炳宰、金大浩、李恩智、權恩妃共同主持。韓國時間每週二晚上10點播出。

## 節目介紹
學緣能成爲另一種緣分嗎？
非常想見一次在修煉會上橫掃才藝表演的鄰班少年，
連名字都記不起來了 變漂亮到讓人認不出來的轉學生少女，
直到在炒年糕店交往了3天后分手的前男友爲止！
學生時代的回憶交織在一起的8名單身同學展開的浪漫喜劇！
邀請您到單身同學會現場～

## 主持人
| 姓名   | 職業     | 生日          |
| 李碩薰 | 歌手     | 1984年2月21日 |
| 柳炳宰 | 喜劇演員 | 1988年5月6日  |
| 金大浩 | 主播     | 1984年10月8日 |
| 李恩智 | 喜劇演員 | 1992年1月16日 |
| 權恩妃 | 歌手     | 1995年9月27日 |

## 出演者

### 第一部：新洞小學
| 姓名   | 原文   | 最終選擇 |
| 李恩客 | 이은학 | 金泰恩♥  |
| 金俊具 | 김준구 | 李智恩♥  |
| 趙范赫 | 조범혁 | 沈在林♥  |
| 金范俊 | 김범준 | 宋智娜♥  |

| 姓名   | 原文   | 最終選擇 |
| 金泰恩 | 김태은 | 李恩客♥  |
| 宋智娜 | 송지나 | 金范俊♥  |
| 李智恩 | 이지은 | 金俊具♥  |
| 沈在林 | 심재림 | 趙范赫♥  |

### 第二部：新川小學
| 姓名   | 原文   | 最終選擇 |
| 李娜宇 | 이나우 | 金三靜♥  |
| 金英范 | 김영범 | 權秀妍   |
| 朴昌延 | 박창연 | 放棄     |
| 李貞樂 | 이증락 | 金景恩♥  |

| 姓名   | 原文   | 最終選擇 |
| 金景恩 | 김경은 | 李貞樂♥  |
| 權秀妍 | 권수연 | 李貞樂   |
| 林智媛 | 임지원 | 李貞樂   |
| 金三靜 | 김삼정 | 李娜宇♥  |